# Vinya de Miret
La Vinya de Miret és una antiga vinya reconvertida en camps de conreu del municipi de Castell de Mur, al Pallars Jussà, a l'antic terme de Mur, en terres del poble de Vilamolat de Mur.
És a la dreta de la llau del Romeral, a llevant del lloc on aquesta llau rep l'afluència de la llau de les Bancalades i de la Vinyeta, al sud de Casa Ginebrell i a ponent de Vilamolat de Mur. Té a migdia seu una part de la mateixa vinya, anomenada Caps de la Vinya de Miret, i al nord els Olivers del Romeral.